# JanuaVox
Lo JanuaVox è un coro polifonico giovanile a voci miste diretto da Roberta Paraninfo. Fa parte dell'Accademia vocale di Genova.

## Storia
Nel 2007, intorno al Genova Vocal Ensemble, coro a voci pari femminili, nasce la richiesta, da parte di un gruppo di ragazzi, di creare una formazione mista e nasce così lo JanuaVox. Sotto la guida di Roberta Paraninfo, il coro inizia un lavoro approfondito di studio mirato ad approfondire il repertorio della polifonia sacra e profana dal Rinascimento al contemporaneo.
Fin dall'inizio il gruppo ha fatto dell'affiatamento fra i coristi il proprio punto di forza che gli ha permesso, nell'arco di pochi anni, di ottenere importanti risultati in diversi concorsi nazionali ed internazionali:
- IV Rassegna A.Gi.Mus di Sanremo (2008) - 1º premio
- 4º Concorso Polifonico nazionale "Guido d'Arezzo" (2009) - 2º premio
- 44º Concorso Corale Nazionale di Vittorio Veneto (2010) - 3º premio e premio per il programma "dalla maggior rilevanza artistica"
- 1º Concorso Corale Nazionale "Città di Fermo" (2011) - 1º premio
- 30º Concorso Nazionale Corale "Franchino Gaffurio" - Quartiano (2012) - 2º premio Fascia oro
- 47º Concorso Corale Nazionale di Vittorio Veneto (2013) - 1º premio ex aequo sez. Musiche originali d'autore

Negli anni, il coro è stato invitato a numerose rassegne e manifestazioni di rilievo nazionale ed internazionale tra cui:
- Rassegna "Voci in coro", Piccolo Teatro Regio di Torino – giugno 2009;
- Festival Internazionale di Canto Sacro, Olbia – settembre 2009 e 2012;
- Rassegna "Musica nei Chiostri", Monza – luglio 2010;
- "Spettacolo Aperto", Cagliari – dicembre 2010;
- Festival "Piuro Cultura", Piuro (Sondrio) – marzo 2011;
- Settimana Corale e Concorso Internazionale di Composizione Corale, Cles - dicembre 2011;
- "I luoghi sacri del suono", Modena - giugno 2013;
- "MusicTales - Parole&Musica intimamente connessi" con Marco Zambelli e Dado Moroni, Genova - luglio 2013;
- Rassegna Corale "Erio Tripodi", Vallecrosia - giugno 2014.

Nell'ambito del festival Europeo Europa Cantat Torino 2012, lo JanuaVox ha partecipato all'atelier Festa Barocca tenuto dal M° Filippo Maria Bressan.
Dal 2012 il coro collabora con il coro e l'orchestra del Gonfalone diretti dal M° Marco Zambelli per le stagioni concertistiche de "I concerti spirituali del Gonfalone" a Coronata.
A partire da gennaio 2013 le sezioni maschili, guidati dal vicedirettore Alberto Puccini, preparano un repertorio per voci pari in parallelo al coro misto.
Nel marzo 2014, su invito della Distinguished Concerts International New York (DCINY), lo JanuaVox ha partecipato al concerto Defying Gravity, con i compositori e direttori Eric Whitacre e Stephen Schwartz, sul palco dell'Avery Fisher Hall del Lincoln Center di New York.